# Beatriz Argimón
Beatriz Argimón Cedeira (Montevideo, 14 agosto 1961) è una notaia e politica uruguaiana, dal 2020 al 2025 vicepresidente dell'Uruguay sotto la presidenza di Luis Alberto Lacalle Pou. È la prima donna ad essere eletta a ricoprire questo incarico.

## Biografia
Avvocato e difensore dei diritti delle donne, Beatriz Argimón è stata eletta deputata per la prima volta nel 2000 tra le file del Partito Nazionale e una seconda volta nel 2005.
Nel 2019 venne indicata dal candidato Luis Alberto Lacalle Pou come suo vicepresidente in vista delle elezioni generali. Dopo la vittoria di Lacalle Pou al secondo turno del 24 novembre, giurò insieme a lui il 1º marzo 2020.

## Vita privata
Argimón è sposata con Jorge Fernández Reyes dal 14 dicembre 2009. Ha due figli avuti da un precedente matrimonio.